# AMD K6
L'AMD K6 è un microprocessore compatibile x86 prodotto da AMD e distribuito a partire dal 1997. Questo processore è stato pensato in particolare per essere compatibile con sistemi già esistenti basati sul Pentium di Intel, potendoli sostituire a parità di prestazioni con costo considerevolmente minore. Questo garantì alla CPU un forte impatto sul mercato e la possibilità di competere direttamente col processore Intel.
Il design del K6 fu progettato sulla base dell'Nx686, che NexGen stava sviluppando quando fu acquistata da AMD. NexGen era intenzionata a produrre il processore con un proprio formato di socket, ma AMD impose il rispetto dello standard Socket 7 per avere maggiore compatibilità, aggiunse il supporto delle istruzioni MMX e chiamò il processore K6. Nonostante la sigla faccia pensare ad una continuità col K5, il design era completamente diverso, creato dall'azienda che poi fu inglobata.
Il K6 fu lanciato a velocità di 166 e 200 MHz nell'aprile del 1997, e seguì nello stesso anno anche una versione a 233 MHz. Il rilascio della versione a 266 MHz non fu possibile fino alla primavera del 1998, quando AMD poté effettuare il passaggio al processo di produzione a 0.25 micron. L'ultima modifica fu apportata a maggio con la versione a 300 MHz prima dell'introduzione del K6-2 e del K6-III.
AMD usò inizialmente un "PR2 rating" (Pentium II rating), una specie di PR rating aggiornato al Pentium II, per denominare i propri processori, ma si interruppe dato che le frequenze indicate con questo metodo erano molto vicine a quelle reali dei processori.

## Galleria d'immagini

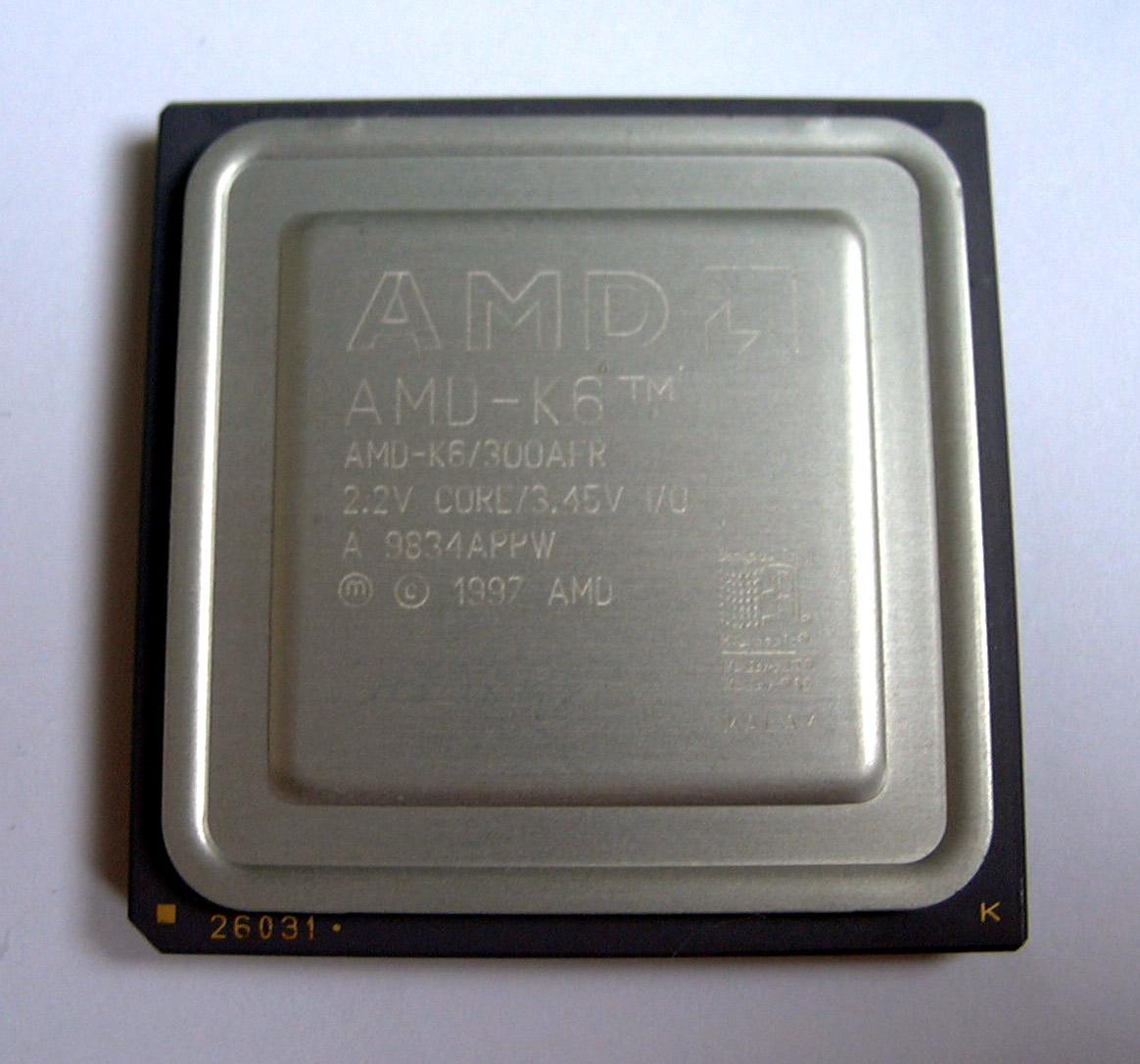
AMD-K6-300 visto da sopra
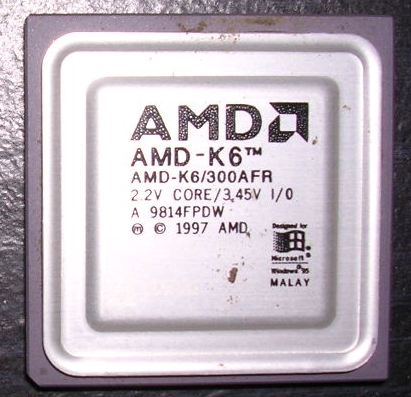
AMD-K6-300 visto da sopra
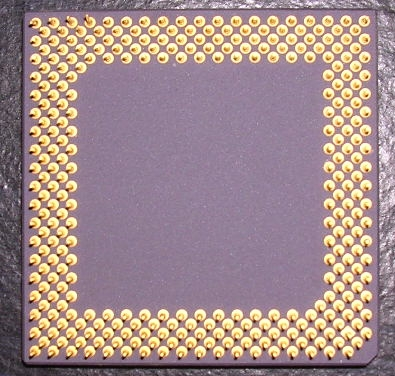
AMD-K6 visto da sotto (piedinatura)

## Modelli

### K6 (Modello 6)
- 8,8 milioni di transistor a 350 nm
- Cache L1: 32 + 32 KB (Dati + Istruzioni)
- MMX
- Socket 7
- Front side bus: 66 MHz
- Introduzione sul mercato: 2 aprile 1997
- VCore: 2,9V (166/200) 3,2/3,3V (233)
- Velocità: 166, 200, 233 MHz

### K6 "Little Foot" (Modello 7)
- 8,8 milioni di transistor a 250 nm
- Cache L1: 32 + 32 KB (Dati + Istruzioni)
- MMX
- Socket 7
- Front side bus: 66 MHz
- Introduzione sul mercato: 6 gennaio 1998
- VCore: 2,2V
- Velocità: 200, 233, 266, 300 MHz

## Compatibilità
I processori K6 di solito girano su computer con OS Windows 95, Windows 98 e anche sulle prime versioni di Windows XP.